# Labyrinth des Grauens
Labyrinth des Grauens, noto anche col titolo Wege der Schreckens, (e col titolo internazionale/ inglese Labyrinth of Horror) è un film del 1921, diretto da Mihály Kertész (Michael Curtiz).

## Trama
Il grosso industriale Thomas Racton si rallegra del prossimo matrimonio della sua unica figlia Gabrielle con Edward, rampollo di un'altra grande famiglia di industriali, gli Stephenson, principalmente perché in tal modo, con la fusione dei due imperi, il futuro della ragazza sarà assicurato. Ma quando Edward, dopo una permanenza all'estero ritorna a casa, inaspettatamente rompe il fidanzamento con Gabrielle.
A casa di Racton, come domestica, è impiegata una parente povera del magnate, la giovane Maud Hartley, e Racton, dopo averla accusata (probabilmente non a torto) di essere la causa della rottura del fidanzamento, la caccia di casa. Dopo essere brevemente tornata dall'anziana madre, Maud – anche per sostenere George, il suo debosciato fratello – trova lavoro come dattilografa proprio nell'azienda di Stephenson. Non sa che Edward è proprio il figlio del proprietario, e quando i due si reincontrano Gabrielle diventa la segretaria personale del giovane, e la storia d'amore ha inizio (o prosegue).
Ma intanto George, coinvolto in una rissa in una bisca malfamata, uccide (non del tutto volontariamente) un uomo, e, ricercato, si rifugia dalla sorella. Il che comincia a far nascere dei sospetti presso Edward, che ignora l'identità di George e lo crede un amante di Gabrielle. Si verifica inoltre un ammanco di cassa presso gli Stephenson: il padre di Edward accusa Gabrielle, e, quando la giovane si rende conto di aver perso le chiavi della cassaforte, non la denuncia per evitare uno scandalo, ma la licenzia. I presunti fatti si risanno e l'ignominia cade sulla sventurata.
Solo allora George – che risulta essere il colpevole del furto – si ricrede, e vorrebbe restituire il maltolto alla sorella perché lo renda agli Stephenson. Non fa in tempo, perché Maud è stata vittima di un incidente ferroviario, e giace a lungo incosciente in un ospedale, senza che nessuno sappia che fine abbia fatto. George allora si reca da Edward, gli restituisce il denaro, e gli racconta come si sono svolti i fatti. Edward si mette alla ricerca di Maud, ma della ragazza, la cui madre intanto è morta, si sono perse le tracce.
È solo dopo un anno che Edward ritrova Maud: non certo in povertà, ma, inspiegabilmente, come abitante in una lussuosa suite di un albergo della capitale. Maud inizialmente, sentendosi indegna, finge di non conoscerlo, poi gli racconta le rocambolesche vicende di cui è stata protagonista: dal suo sottrarsi ad un racket di prostituzione e malaffare, al suo coinvolgimento in un altro giro, sostanzialmente analogo, ma a livello dell'high society, alla sua malattia e conseguente ricovero in un sanatorio svizzero. Edward e Maud rinnovano infine la loro unione, ed incontrano, del tutto fortunosamente, George, prima che, braccato dalla polizia per l'omicidio che ha commesso, trovi la morte in maniera spettacolare.